# Morten Børup
Morten Børup eller Borup (født ca. 1446, død 30. maj 1526) var rektor for Aarhus Katedralskole, kantor ved Århus Domkirke og digter af latinske sange og skuespil.
Han fødtes nær Skanderborg, antagelig på den nu forsvundne Børupgård i Adslev sogn og kom til Aarhus som 27-årig for at uddanne sig som elev på Aarhus Katedralskole. 
Det var ret usædvanligt med så gammel en discipel blandt teenagedrenge, og ligesom senere H.C. Andersen måtte han finde sig i chikane fra de andre peblinge. Lærerne anerkendte til gengæld hurtigt hans udmærkede evner. I skoleårene fik han støtte af ærkedegnen i Aarhus, Morten Krabbe. Senere søgte han til det nyoprettede universitet i København, hvor han især synes at have knyttet sig til teologen Peder Skotte.
Børup tog magistergraden i København, og studerede derefter ved universitetet i Köln (1487) hvor han blev juridisk eller teologisk doktor. Efter hjemkomsten til Danmark overtog han ca. 1490 ledelsen af skolen i Aarhus som i de følgende tiår nød stor anseelse, således sendtes f.eks. Johan Friis, den senere kansler, af sine forældre fra Fyn "til Aarhus til doctor Morten Børup som i de Dage var berømt over alt Riget for sin Lærdom og Flittighed". 

## Børups digte m.m.
Til brug for disciplene skrev Børup en del skuespil på latin. Vi ved at nogen blev opført i Aarhus af "vor store Frue Gilde" bl.a. i 1501, hvilket er den tidligste offentlige fremførelse af skuespil i Danmark vi kender. Muligvis til lignende fester komponerede Børup en kordans, kaldet dåredansen, som må have haft en vis berømmelse, siden den mere end 50 år efter Børups død opførtes i København i anledning af festlighederne ved Christian 4.s dåb. Mest kendt i dag er han dog for oden og majvisen "In vernalis temporis", som han digtede og komponerede musikken til og som er Aarhus Katedralsskoles skolesang, ligesom den er Aarhus bys melodi, da den hver dag spilles af klokkespillet på Aarhus Rådhus. Af andre tekster, som med sikkerhed kan tillægges ham, findes kun én, nemlig de syv byrim, som begynder med de kendte linjer "Clericali et regali turba gaude Hafnia". I kraft af sit andet embede som kantor ved Århus Domkirke redigerede han Breviarium Arhusiense, trykt 1519. Heri findes en del hymner, som ikke kendes andetsteds fra, og der muligt at Børup også har skrevet dem. By-rimene indeholder en karakteristik af de danske stiftsstæder, der bortset fra København får så ilde en medfart, at Anders Sørensen Vedel, som optog digtet i sin viseudgave, finder at det nærmest må kaldes et skandskrift, libellus famosus. Børup går især hårdt frem mod munkene, men er i det hele taget kritisk over for kirkelige forhold. Han mødes i denne kritik med Poul Helgesen, med hvem han da også stod i forbindelse. Byrimene er delvis oversat af H. F. Rørdam og Vilhelm Andersen, fuldstændigt af navnebroderen Marinus Børup i Tøbrud, 1923. 
Som kantor, havde Børup et præbende (= jordegods, hvis overskud han skulle leve af) vistnok Tunø. Herfra er endnu på Nationalmuseet bevaret gengivelsen af et primitivt udført billede af Børup og hans insignier: greb, ris og ferle. Originalen var udskåret på en kirkestol, som nu er forsvundet, men tegnene blev indhugget på en marmorplade der lagdes over hans grav mellem domkirken og skolen i Aarhus. Omkring 1800 var pladen forsvundet, men et nyt mindesmærke af J. Herskind rejstes 1882 på samme sted og med samme indskrift. 
I Skanderborg er Morten Børup skolen og Morten Børup Hallen opkaldt efter ham.
I Aarhus er gaden Morten Borupsvej, i dag omdøbt til "Morten Børups Gade", opkaldt efter ham.
Om Morten Børup i øvrigt: Se St. St. Blichers digt om Morten Børup fra 1829, med musik af Thomas Laub, 1921, "I Skanderborrig enge alt ved den blanke sø". Digtet indgår stadig i Højskolesangbogen. Morten Børup var en af samtidens fremmeste pædagoger, idet han i modsætning til datiden IKKE anvendte magtmidler som ferle og ris; derfor indgik netop disse remedier i hans insignier.